# خط عرض 67° شمال
خط عرض 67° شمال هي إحدى دوائر العرض الجغرافية، وهي دوائر وهمية تحيط بالكرة الأرضية، وموازية لخط الاستواء، وتتميز هذه الدائرة بأن الأراضي الواقعة عليها تنتمي للمنطقة القطبية.

## حول العالم
خط عرض 67° شمال يبدأ من خط الزوال الأولي ويتجه شرقا ويمر عبر:
| الإحداثيات                           | البلد أو الإقليم أو البحر | ملاحظات |
| ------------------------------------ | ------------------------- | --- |
| 67°0′N 0°0′E / 67.000°N 0.000°E      | المحيط الأطلسي            | بحر النرويج |
| 67°0′N 13°52′E / 67.000°N 13.867°E   | النرويج                   | نوردلاند |
| 67°0′N 16°16′E / 67.000°N 16.267°E   | السويد                    | |
| 67°0′N 23°47′E / 67.000°N 23.783°E   | فنلندا                    | |
| 67°0′N 29°5′E / 67.000°N 29.083°E    | روسيا                     | |
| 67°0′N 41°20′E / 67.000°N 41.333°E   | البحر الأبيض              | |
| 67°0′N 44°23′E / 67.000°N 44.383°E   | روسيا                     | شبه جزيرة كانين |
| 67°0′N 45°41′E / 67.000°N 45.683°E   | بحر بارنتس                | Chesha Bay |
| 67°0′N 47°43′E / 67.000°N 47.717°E   | روسيا                     | |
| 67°0′N 71°55′E / 67.000°N 71.917°E   | خليج أوب [لغات أخرى]‏      | |
| 67°0′N 73°53′E / 67.000°N 73.883°E   | روسيا                     | |
| 67°0′N 172°28′W / 67.000°N 172.467°W | بحر تشوكشي                | |
| 67°0′N 162°51′W / 67.000°N 162.850°W | الولايات المتحدة          | ألاسكا |
| 67°0′N 141°0′W / 67.000°N 141.000°W  | كندا                      | يوكون (إقليم) الأقاليم الشمالية الغربية - مرورا عبر the northernmost point of بحيرة الدب العظيم نونافوت              |
| 67°0′N 81°36′W / 67.000°N 81.600°W   | حوض فوكس                  | |
| 67°0′N 72°49′W / 67.000°N 72.817°W   | كندا                      | نونافوت - بافن (جزيرة)                                                                                               |
| 67°0′N 62°2′W / 67.000°N 62.033°W    | مضيق دافيس                | |
| 67°0′N 53°40′W / 67.000°N 53.667°W   | جرينلاند                  | Russell Glacier |
| 67°0′N 34°0′W / 67.000°N 34.000°W    | Kialernup Kangerlua       | مرورا بجنوب Cape Warming                                                                                             |
| 67°0′N 33°44′W / 67.000°N 33.733°W   | المحيط الأطلسي            | مضيق الدنمارك · بحر غرينلاند — مرورا بجنوب Kolbeinsey, آيسلندا (في 67°8′N 18°41′W / 67.133°N 18.683°W) · بحر النرويج |